# Vasso Papandréou
Vasso Papandréou (Grieks: Βάσω Παπανδρέου) (Valimitika, 9 december 1944 – Chalandri, 17 oktober 2024)  was een Grieks econome en politica. Ze was een van de oprichters van de sociaaldemocratische partij PASOK. Papandréou is lange tijd lid geweest van het partijbestuur.

## Biografie
Papandréou studeerde economie aan de Universiteit van Athene (tot 1969), Universiteit van Londen (1969-1971) en de Universiteit van Reading (tot 1980). Naast haar opleiding was ze tussen 1971 en 1973 hoogleraar op de Universiteit van Reading. Op diezelfde universiteit deed Papandréou tussen 1973 en 1974 wetenschappelijk onderzoek. In 1974 richtte ze samen met onder andere Andreas Papandreou (geen familie) de PASOK op, als een reactie op de val van het Kolonelsregime. Het was de eerste sociaaldemocratische partij in Griekenland. Tussen 1981 en 1985 was ze hoogleraar economie aan de Universiteit van Athene. Naast haar werk aan de universiteit was ze tussen 1982 en 1985 lid van de Raad van Bestuur van de Griekse bank Emporiki Bank.
In juli 1985 werd Papandréou benoemd tot onderminister in het kabinet van Andreas Papandreou. Vier jaar later werd ze benoemd tot de Griekse afgevaardigde bij de Europese Commissie. Tussen 1989 en 1993 was ze verantwoordelijk voor de portefeuilles Industrie, Onderwijs, Sociale Zaken en Werkgelegenheid. In 1996 keerde ze terug naar de Griekse politiek. Tussen 1996 en 2004 was ze achtereenvolgens minister van Ontwikkelingssamenwerking (1996-99), Binnenlandse Zaken (1999-2001) en Milieu (2001-2004).
Papandréou overleed 17 oktober 2024 op 79-jarige leeftijd.
 Frans Andriessen ·  Martin Bangemann ·  Leon Brittan ·  António Cardoso e Cunha ·  Henning Christophersen ·  Christiane Scrivener ·  Jacques Delors ·  Jean Dondelinger ·  Ray MacSharry ·  Manuel Marín ·  Abel Matutes ·  Karel Van Miert ·  Bruce Millan ·  Filippo Maria Pandolfi ·  Vasso Papandréou ·  Carlo Ripa di Meana ·   Peter Schmidhuber 

- Gemeinsame Normdatei: 1026111579
- International Standard Name Identifier: 0000 0003 9562 2963
- Library of Congress Control Number: n84019688
- Parlement.com: vi2jm5ujpxzl
- Système universitaire de documentation: 076022897
- Virtual International Authority File: 262555146